# 森滝義巳
森滝 義巳（もりたき よしみ、1938年3月8日- ）は、兵庫県神戸市出身の元プロ野球選手（投手）。
史上7人目の完全試合達成者。

## 経歴
兵庫高校では、1955年に春の選抜に出場。2回戦（初戦）で、後に立教大学同期となる浜中祥和のいた若狭高に敗退。同年夏は県予選準々決勝で長田高に敗れる。
1956年に立教大学に進学すると長嶋茂雄・杉浦忠らの2年後輩となる。杉浦卒業後の3年次からは、1学年下の五代友和と投の二本柱として活躍。東京六大学野球リーグで在学8シーズン中、5度の優勝に貢献した。1957年・1958年に全日本大学野球選手権大会連続優勝。1959年の第3回アジア野球選手権大会日本代表に選出され、日本の優勝に貢献。制球力に優れ、42回1/3無四球という当時のリーグ新記録を達成している。リーグ通算35試合16勝6敗、68奪三振、防御率1.49。大学同期に浜中のほか稲川誠・種茂雅之・高林恒夫・小西秀朗がいる。
1960年に国鉄スワローズへ入団。1年目は1勝（8敗）しか挙げられず不本意な成績に終わる、翌1961年6月20日の中日ドラゴンズ戦では完全試合を達成。投球数113、外野飛球6、内野飛球1、内野ゴロ15、内野ライナー1、三振4の内容だった。なお、森滝自身はこの日に先発するとは思っておらず、前日12時過ぎまで六本木で飲んでおり、軽い二日酔いで球場に行っての記録達成であったという。同年のオールスターゲームにも出場するが、張本勲の打球を受け足の負傷で途中降板した。シーズンでは10勝（8敗）と2桁勝利を記録。翌1962年から2年連続勝ち星なしと低迷するが、1964年には5勝をあげて初めて規定投球回（防御率2.98、リーグ11位）に達した。翌年から再び勝てなくなり、1966年を最後に引退。
引退後は、かつて国鉄のコーチだった谷田比呂美のつてで日本熱学の子会社エアロ・マスターズ営業部に入社。2ヶ月ほどのちに同社へ日本熱学社長の牛田正郎が訪れた際、森滝がいるのに気づいて、森滝を日本熱学東京本社営業所に引き上げた。のち営業課長となるが、1974年に同社が倒産。ダイキンプラント工業を経て、1978年からは川本工業に勤務。定年後は、青少年野球の指導に携わっている。
2015年に阪神甲子園球場で行われた第一回全国中等学校優勝野球大会再現プロジェクトにて久々に公に姿を現し、元気な姿を見せた。

## 選手としての特徴
アンダースローからの落ちるシュートや外角へのカーブを得意とし、打たせて取るピッチングが身上だった。

## 詳細情報

### 年度別投手成績
| 年 度    | 球 団         | 登 板 | 先 発 | 完 投 | 完 封 | 無 四 球 | 勝 利 | 敗 戦 | セ 丨 ブ | ホ 丨 ル ド | 勝 率 | 打 者 | 投 球 回 | 被 安 打 | 被 本 塁 打 | 与 四 球 | 敬 遠 | 与 死 球 | 奪 三 振 | 暴 投 | ボ 丨 ク | 失 点 | 自 責 点 | 防 御 率 | W H I P |
| -------- | ------------- | ----- | ----- | ----- | ----- | -------- | ----- | ----- | -------- | ----------- | ----- | ----- | -------- | -------- | ----------- | -------- | ----- | -------- | -------- | ----- | -------- | ----- | -------- | -------- | ------- |
| 1960     | 国鉄 サンケイ | 32    | 8     | 1     | 1     | 0        | 1     | 8     | --       | --          | .111  | 362   | 83.1     | 90       | 7           | 23       | 0     | 7        | 28       | 0     | 0        | 52    | 44       | 4.71     | 1.36    |
| 1961     | 国鉄 サンケイ | 38    | 19    | 6     | 2     | 2        | 10    | 8     | --       | --          | .556  | 675   | 167.2    | 143      | 9           | 40       | 5     | 6        | 64       | 2     | 0        | 53    | 43       | 2.30     | 1.09    |
| 1962     | 国鉄 サンケイ | 24    | 9     | 0     | 0     | 0        | 0     | 7     | --       | --          | .000  | 256   | 63.0     | 59       | 3           | 15       | 0     | 1        | 28       | 1     | 0        | 27    | 24       | 3.43     | 1.17    |
| 1963     | 国鉄 サンケイ | 30    | 4     | 0     | 0     | 0        | 0     | 2     | --       | --          | .000  | 260   | 64.2     | 58       | 7           | 17       | 0     | 0        | 14       | 0     | 0        | 28    | 26       | 3.60     | 1.16    |
| 1964     | 国鉄 サンケイ | 44    | 21    | 1     | 0     | 0        | 5     | 14    | --       | --          | .263  | 653   | 163.0    | 146      | 13          | 36       | 5     | 4        | 45       | 1     | 0        | 60    | 54       | 2.98     | 1.12    |
| 1965     | 国鉄 サンケイ | 16    | 6     | 0     | 0     | 0        | 0     | 4     | --       | --          | .000  | 152   | 34.1     | 46       | 1           | 7        | 0     | 1        | 9        | 1     | 0        | 21    | 19       | 5.03     | 1.54    |
| 1966     | 国鉄 サンケイ | 20    | 3     | 0     | 0     | 0        | 0     | 3     | --       | --          | .000  | 171   | 39.2     | 47       | 3           | 7        | 0     | 3        | 12       | 1     | 0        | 28    | 27       | 6.08     | 1.36    |
| 通算:7年 | 通算:7年      | 204   | 70    | 8     | 3     | 2        | 16    | 46    | --       | --          | .258  | 2529  | 615.2    | 589      | 43          | 145      | 10    | 22       | 200      | 6     | 0        | 269   | 237      | 3.46     | 1.19    |

- 国鉄（国鉄スワローズ）は、1965年途中にサンケイ（サンケイスワローズ）に球団名を変更

### 記録
- 完全試合：1回 （1961年6月20日、対中日ドラゴンズ戦、後楽園球場） ※史上7人目
- オールスターゲーム出場：1回 （1961年）

### 背番号
- 21 （1960年 - 1966年）